# Heinrich Büssing
Heinrich Büssing (Nordsteimke, Wolfsburg, 29 de junho de 1843 — Braunschweig, 27 de outubro de 1929) foi um inventor e empresário alemão.
Foi um pioneiro na construção de caminhões e ônibus. Teve quase 250 patentes registradas. Fundou diversas empresas de sucesso, dentre elas a Büssing.